# Isaak Kikoin
Isaak Konstantinowicz Kikoin (ros. Исаак Константинович Кикоин, ur. 28 marca 1908 w Żagorach, zm. 28 grudnia 1964 w Moskwie) – radziecki fizyk, dwukrotny Bohater Pracy Socjalistycznej (1951 i 1978).

## Życiorys
Urodził się w rodzinie żydowskiego nauczyciela. Od 1916 uczył się w gimnazjum w Opoczce, w 1923 skończył szkołę średnią, a w 1925 technikum w Pskowie. W latach 1925–1930 studiował w Leningradzkim Instytucie Politechnicznym, pracował jako asystent na Wydziale Fizyczno-Technicznym tego instytutu. W 1930 odbywał staż w czołowych europejskich laboratoriach fizycznych w Niemczech i Holandii, po czym został pracownikiem naukowym, a wkrótce kierownikiem laboratorium Leningradzkiego Instytutu Fizyczno-Technicznego.
W latach 1930–1936 wykładał w Leningradzkim Instytucie Politycznym jako docent. W latach 1936–1943 pracował w Uralskim Instytucie Fizyczno-Technicznym. W 1943 podjął współpracę z Igorem Kurczatowem w pracach nad stworzeniem radzieckiej broni atomowej, później pracował w Instytucie Energii Atomowej  Akademii Nauk ZSRR nad łańcuchowymi reakcjami jądrowymi oraz nad rozszczepianiem ciężkich jąder atomowych.
Od 1943 należał do WKP(b). 29 września 1943 został członkiem korespondentem Akademii Nauk ZSRR. W 1950 został szefem wydziału, a w 1960 zastępcą dyrektora Instytutu Energii Atomowej im. Kurczatowa Akademii Nauk ZSRR, którą funkcję pełnił aż do śmierci. Od 23 października 1953 był akademikiem Akademii Nauk ZSRR, a od 1955 profesorem Moskiewskiego Uniwersytetu Państwowego.
Prowadził prace o doniosłym znaczeniu z zakresu fizyki ciała stałego, właściwości elektrycznych i magnetycznych metali i półprzewodników, badał wpływ pola magnetycznego na zjawiska fotoelektryczne w półprzewodnikach. W 1964 odkrył zjawisko fotopiezoelektryczne, w 1966 zaobserwował oscylacje kwantowe zjawiska fotomagnetycznego w niskich temperaturach. Napisał wiele prac naukowych, m.in. Molekularnaja fizika (1963). Został pochowany na Cmentarzu Nowodziewiczym. Jego imieniem nazwano ulicę w Nowouralsku.

## Odznaczenia i nagrody
- Medal Sierp i Młot Bohatera Pracy Socjalistycznej (dwukrotnie – 8 grudnia 1951 i 27 marca 1978)
- Order Lenina (siedmiokrotnie – 10 maja 1945, 8 grudnia 1951, 19 września 1953, 4 stycznia 1954, 27 marca 1958, 28 marca 1968 i 27 marca 1978)
- Order Rewolucji Październikowej (17 września 1975)
- Order Czerwonego Sztandaru Pracy (22 grudnia 1954)
- Order Czerwonej Gwiazdy (4 listopada 1944)
- Order „Znak Honoru” (31 marca 1945)
- Nagroda Leninowska (1959)
- Nagroda Stalinowska (czterokrotnie – 1942, 1949, 1951 i 1953)
- Nagroda Państwowa ZSRR (dwukrotnie – 1967 i 1980)
- Medal „Za ofiarną pracę w Wielkiej Wojnie Ojczyźnianej 1941–1945” (1946)
- Złoty Medal im. Kurczatowa Akademii Nauk ZSRR (1971)
- Złoty Medal im. Lebiediewa Akademii Nauk ZSRR (1978)
- Medale jubileuszowe.